# Five (musikalbum)
Five är ett musikalbum av gruppen Five, utgivet den 22 juni 1998.

## Låtlista
1. "Slam Dunk (Da Funk)" (Denniz Pop, Max Martin, Jake, Herbie Crichlow) – 3:38
2. "When the Lights Go Out" (Eliot Kennedy, Tim Lever, Mike Percy, J. McClaughlin, Five) – 4:11
3. "Everybody Get Up" (Alan Merrill, Jake Hooker, Five, Herbie Crichlow) – 3:26
4. "Got The Feelin'" (Richard Stannard, Julian Gallagher, J. Brown, S. Conlon, R. Breen) – 3:28
5. "It's The Things You Do" (Max Martin, G. Shahin, Herbie Crichlow, Five) – 3:36
6. "Human (The Five Remix)" (Jimmy Jam and Terry Lewis) – 3:48
7. "Until The Time Is Through" (Max Martin, A. Carlsson) – 4:15
8. "Satisfied" (Hawes, Beauvais, Five) – 4:13
9. "Partyline 5-5-5 Online" (Denniz Pop, Jake, Herbie Crichlow, Five) – 4:22
10. "That's What You Told Me" (W. Hector, L. Tennant, M. H. Hansen, J. Belmaati, Five) – 3:40
11. "It's All Over" (Eliot Kennedy, Mike Percy, Tim Lever, Five) – 4:12
12. "Don't You Want It" (Denniz Pop, Max Martin, Five) – 3:43
13. "Shake" (Jake, Herbie Crichlow, Five) – 3:26
14. "Cold Sweat" (Topham & Twigg, Five) – 4:06
15. "Straight Up Funk" (Denniz Pop, Max Martin, Jake, Herbie Crichlow) – 3:58
16. "My Song" (Denniz Pop, Jake, Herbie Crichlow, Five) – 3:53

Dolt spår: "Switch" (Denniz Pop, Jake, Five) – 4:01